# Oxypetalum hoehnei
Oxypetalum hoehnei är en oleanderväxtart som beskrevs av Gustaf Oskar Andersson Malme. Oxypetalum hoehnei ingår i släktet Oxypetalum och familjen oleanderväxter. Inga underarter finns listade i Catalogue of Life.